# Holzmaden
Holzmaden – miejscowość i gmina w Niemczech, w kraju związkowym Badenia-Wirtembergia, w rejencji Stuttgart, w regionie Stuttgart, w powiecie Esslingen, wchodzi w skład wspólnoty administracyjnej Weilheim an der Teck. Leży na przedpolu Jury Szwabskiej, ok. 20 km na południowy wschód od centrum Esslingen am Neckar, przy autostradzie A8.

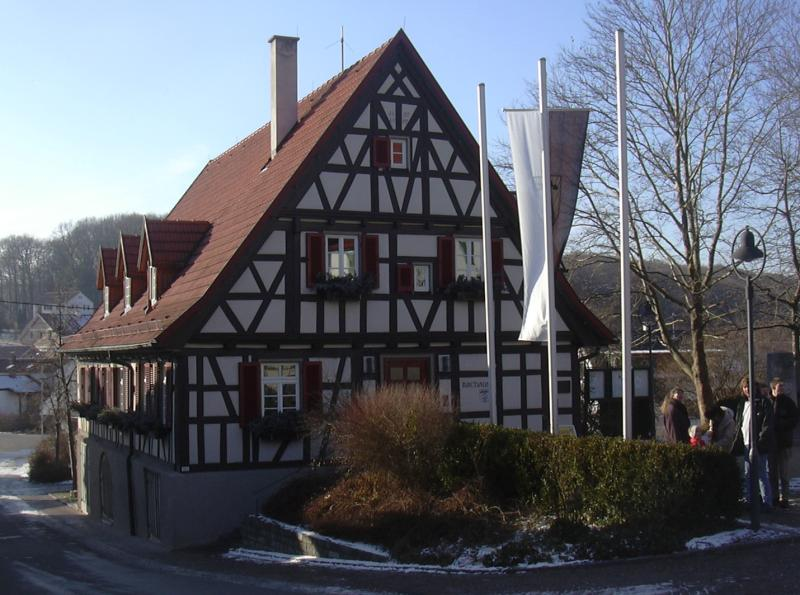
Ratusz w Holzmaden

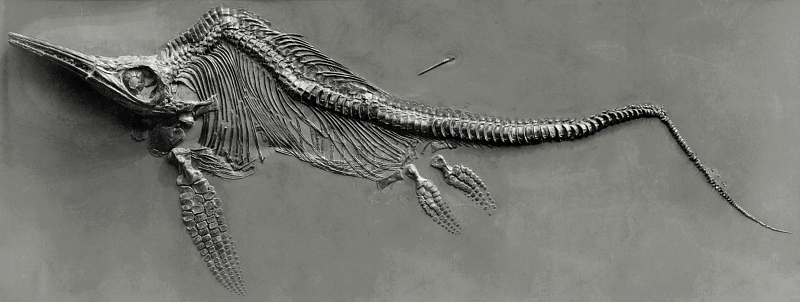
Ichtiozaur z Holzmaden

W Holzmaden znajduje się muzeum Urweltmuseum Hauff ze zbiorem skamieniałości sprzed 180 milionów lat, prezentujących znakomicie zachowane okazy dolnojurajskie (tzw. jura czarna, lias), zwłaszcza amonity i gady morskie (ichtiozaury, plezjozaury) wydobyte z miejscowych kamieniołomów czarnego łupka, powstałego w warunkach anoksycznych. Stanowisko w Holzmaden jest jednym z najsłynniejszych w świecie tzw. Fossillagerstätte.